# Ziegelei Hundisburg

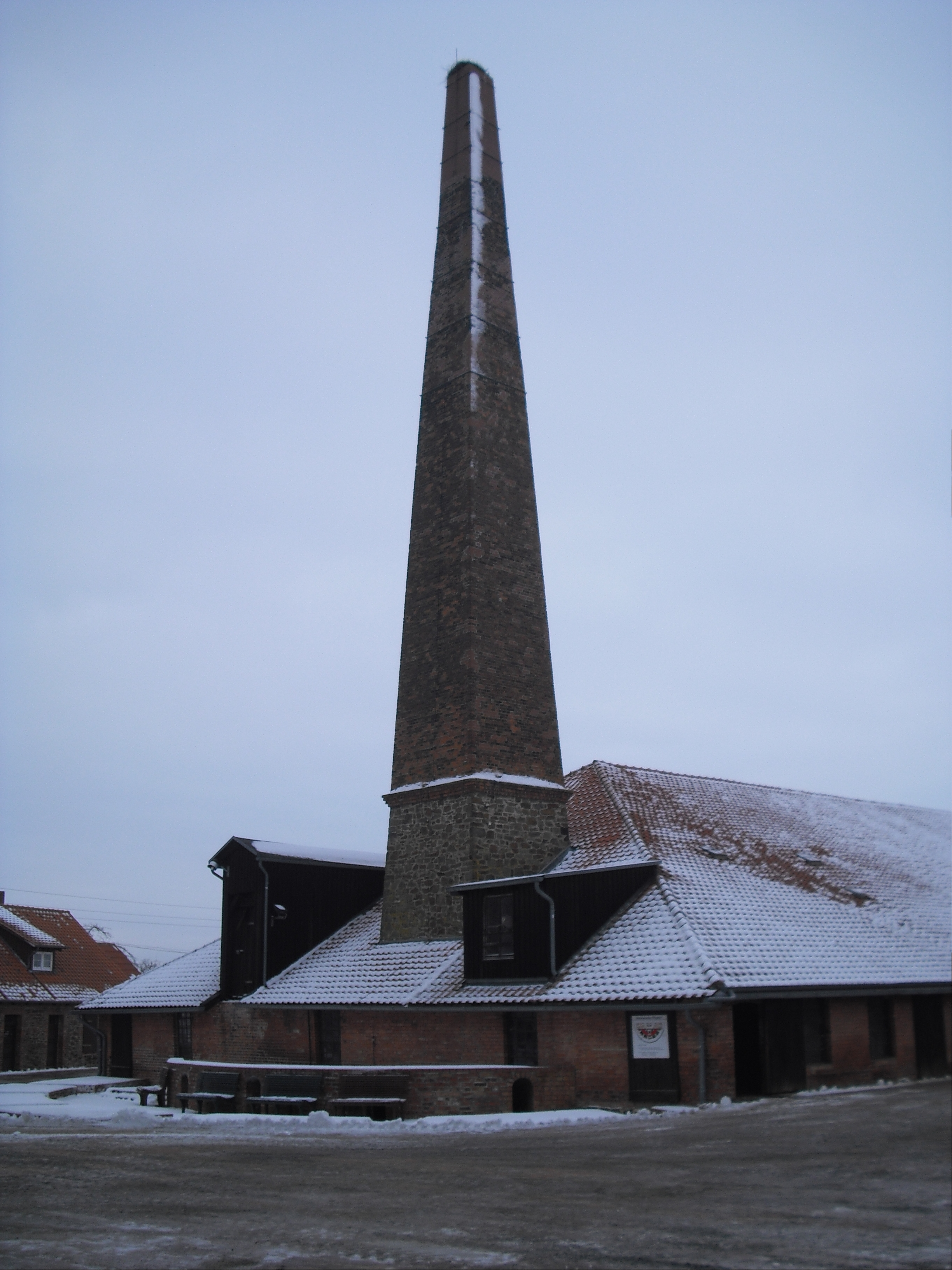
Ziegelei Hundisburg

Die historische Ziegelei Hundisburg ist ein produzierendes technisches Denkmal und stammt aus dem Jahre 1882. Sie liegt im Haldensleber Ortsteil Hundisburg in Sachsen-Anhalt. Den Besuchern wird eine funktionstüchtige Ziegelei gezeigt, deren Anlagentechnik im Wesentlichen dem Stand von 1903 entspricht. Sie vermittelt einen Einblick in die Herstellung von Ziegeln und ist in ihrer Komplexität einmalig in Deutschland.
Auf dem 1882 erbauten quadratischen Schornstein des ursprünglich vorhandenen Ringofens brütet regelmäßig ein Storchenpaar. Der Bau eines kleineren, runden Schornsteins wurde 1920 notwendig, als man zum Antrieb der Ziegeleitechnik eine Dampfmaschine anschaffte. An ihn ist der 1938 erbaute Zick-Zack-Ofen angeschlossen, der noch in Benutzung ist. Auch die sonstige Ausstattung und Technik der Ziegelei entspricht dem Stand der 1930er Jahre. Auf diese Art produzierte der Betrieb bis 1990 und wurde von da an zu einem einmaligen produzierenden technischen Denkmal.
Die Ziegelei Hundisburg ist Technikmuseum und zugleich Produktionsstätte für spezielle Ziegelsteine, vor allem für denkmalpflegerische Zwecke. Hierfür werden sowohl die alten Aufbereitungsanlagen als auch der gut erhaltene Zick-Zack-Ofen genutzt. In einem Trockenschuppen wurde eine moderne Werkstatt für die Handstrichproduktion eingerichtet, in der Langzeitarbeitslose und Menschen mit Behinderung eine sinnvolle Beschäftigung finden. Interessierte Besucher, vom Schüler bis zum Berufskünstler, können sich in der Keramikwerkstatt kreativ, unter anderem an mehreren Töpferscheiben, betätigen. Seit 1993 finden in der Ziegelei die TerraArte-Werkstattwochen für Bildhauer und Keramiker statt.
Zu den besonderen Sehenswürdigkeiten gehört
- die Rekonstruktion eines meilerartigen Ziegelofens, wie er bereits im Mittelalter benutzt wurde. Dabei bildet vorgetrocknetes Brenngut die Ofensubstanz.
- die schmalspurige Feldbahn zwischen Tongrube und Ziegelei. Sie ist eine von etwa 500 schmalspurigen Industriebahnen, die zum Ende der DDR noch in Betrieb waren.

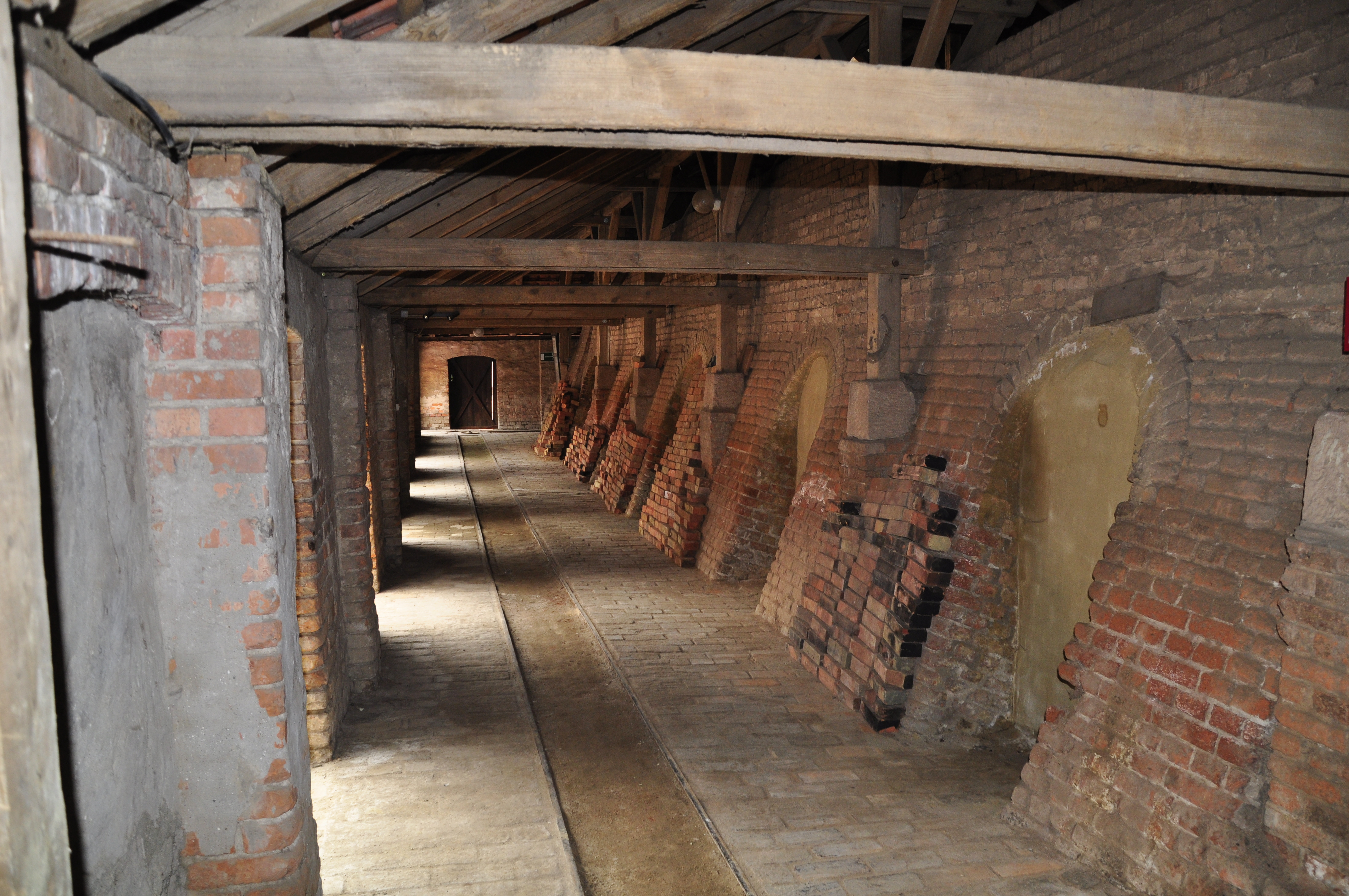
Zum Brennvorgang zugemauerte Brennkammern des Zick-Zack-Ofens
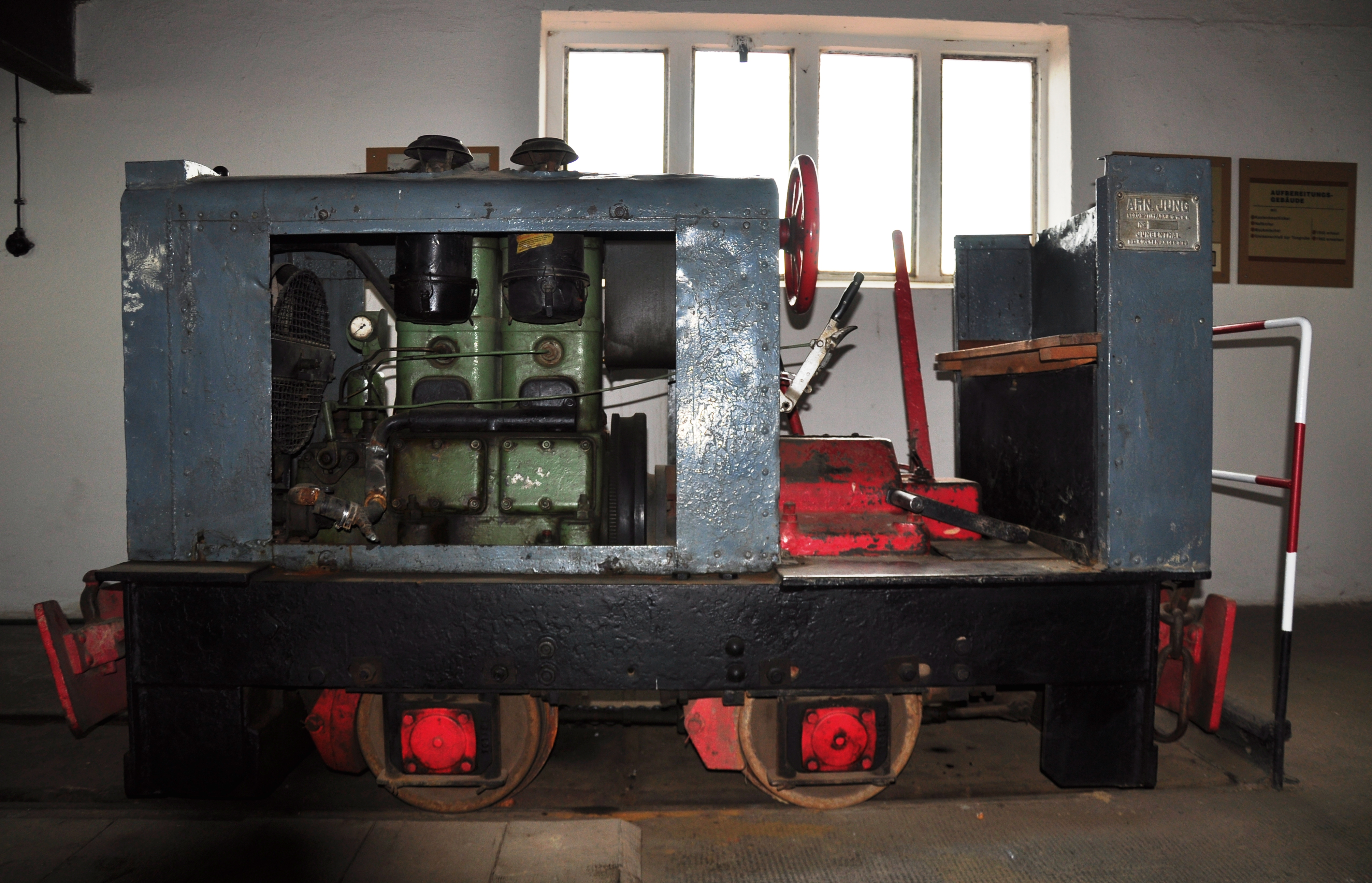
Diesellokomotive (Arnold Jung Lokomotivwerke) der Schmalspurbahn in der Erd-Abladehalle
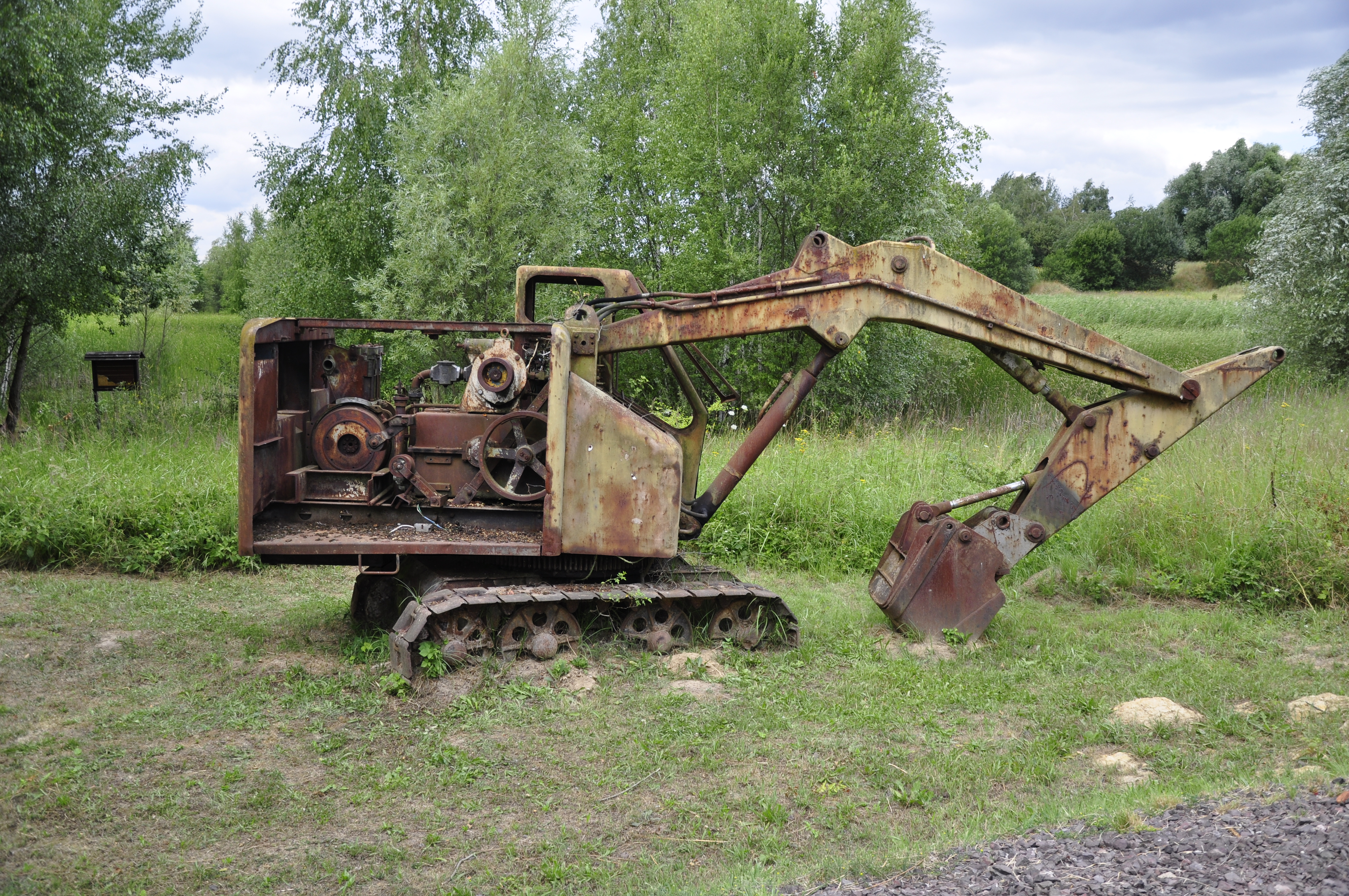
Schaufelbagger auf dem Gelände
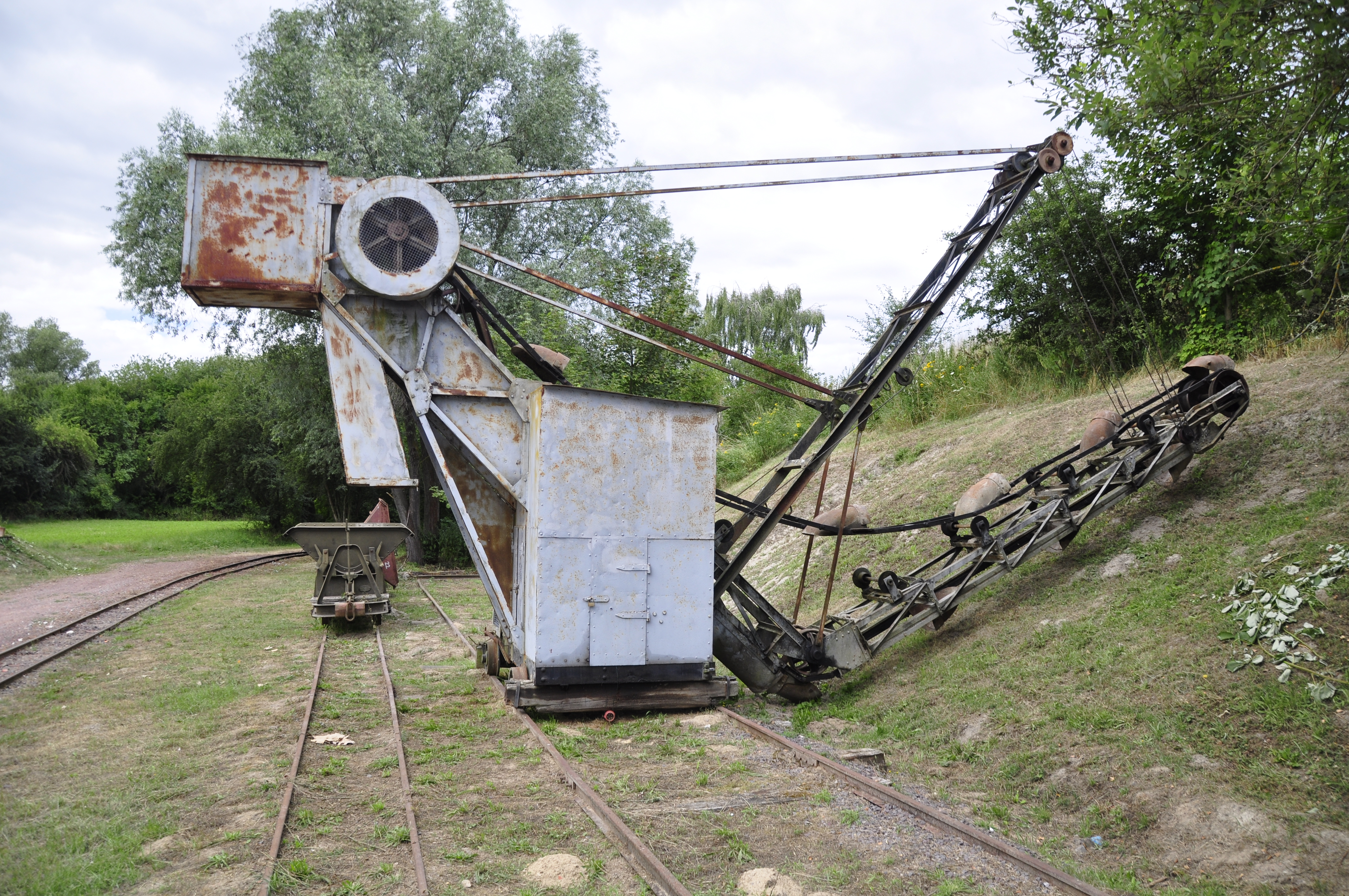
Ketten-Abbaubagger auf dem Gelände